# 깨닫고 보니 짝사랑
〈깨닫고 보니 짝사랑〉(일본어: 気づいたら片想い 키즈이타라카타오모이[*])은 노기자카46의 8번째 싱글이다.

## 개요
전작 〈바렛타〉로부터 약 4개월 만으로, 2014년 첫 싱글이다.

## 수록곡

### Type-A
자켓 사진 (표지):니시노 나나세
CD
1. 気づいたら片想い / 깨닫고 보니 짝사랑
(작사: 아키모토 야스시 / 작곡: Akira Sunset / 편곡: 유아사 아츠시)
2. ロマンスのスタート / 로맨스의 스타트
(작사: 아키모토 야스시 / 작곡: 오시다 마코토 / 편곡: 사사키 소사쿠, 오시다 마코토)
3. 吐息のメソッド / 한숨의 메서드
(작사: 아키모토 야스시 / 작곡: 타나카 아키히토 / 편곡: TATOO)
4. 気づいたら片想い off vocal ver.
5. ロマンスのスタート off vocal ver.
6. 吐息のメソッド off vocal ver.

DVD
1. 気づいたら片想い Music Video
2. ロマンスのスタート Music Video
3. Creator's Etude

### Type-B
자켓 사진 (표지):이쿠타 에리카·이코마 리나·사쿠라이 레이카·시라이시 마이·하시모토 나나미·호리 미오나
1. 気づいたら片想い / 깨닫고 보니 짝사랑
2. ロマンスのスタート / 로맨스의 스타트
3. 孤独兄弟 / 고독 형제
(작사: 아키모토 야스시 / 작곡·편곡: Soulife)
4. 気づいたら片想い off vocal ver.
5. ロマンスのスタート off vocal ver.
6. 孤独兄弟 off vocal ver.

DVD
1. 気づいたら片想い Music Video
2. 孤独兄弟 Music Video
3. Creator's Etude

### Type-C
자켓 사진 (표지):언더 멤버 17명
1. 気づいたら片想い / 깨닫고 보니 짝사랑
2. ロマンスのスタート / 로맨스의 스타트
3. 生まれたままで / 태어난 그대로
(작사: 아키모토 야스시 / 작곡: 타나카 슌스케 / 편곡: 스즈키 히로아키)
4. 気づいたら片想い off vocal ver.
5. ロマンスのスタート off vocal ver.
6. 生まれたままで off vocal ver.

DVD
1. 気づいたら片想い Music Video
2. 生まれたままで Music Video
3. 다큐멘터리·노기자카의 4인
이토 마리카, 니시노 나나세, 히구치 히나, 마츠무라 사유리

### 통상반
자켓 사진 (표지):아키모토 마나츠·카와무라 마히로·타카야마 카즈미·히구치 히나·후카가와 마이·마츠무라 사유리·와카츠키 유미·와다 마야·키타노 히나코
CD
1. 気づいたら片想い / 깨닫고 보니 짝사랑
2. ロマンスのスタート / 로맨스의 스타트
3. ダンケシェーン / 당케 쇤
(작사: 아키모토 야스시 / 작곡·편곡: Akira Sunset, C#)
4. 気づいたら片想い off vocal ver.
5. ロマンスのスタート off vocal ver.
6. ダンケシェーン off vocal ver.

## 선발 멤버
- 오복신:이코마 리나, 시라이시 마이, 니시노 나나세, 하시모토 나나미, 호리 미오나

### 깨닫고 보니 짝사랑
(센터:니시노 나나세)
- 1열: 호리 미오나, 시라이시 마이, 니시노 나나세, 하시모토 나나미, 이코마 리나
- 2열: 사쿠라이 레이카, 와카츠키 유미, 이쿠타 에리카, 마츠무라 사유리, 후카가와 마이
- 3열: 카와무라 마히로, 키타노 히나코, 히구치 히나, 아키모토 마나츠, 와다 마야, 타카야마 카즈미

### 로맨스의 스타트
(센터:니시노 나나세)
- 1기생: 아키모토 마나츠, 이쿠타 에리카, 이코마 리나, 카와무라 마히로, 사쿠라이 레이카, 시라이시 마이, 타카야마 카즈미, 니시노 나나세, 하시모토 나나미, 히구치 히나, 후카가와 마이, 마츠무라 사유리, 와카츠키 유미, 와다 마야
- 2기생: 키타노 히나코, 호리 미오나

### 한숨의 메서드
- 1기생: 아키모토 마나츠, 이쿠타 에리카, 이코마 리나, 이토 마리카, 이노우에 사유리, 카와무라 마히로, 사이토 아스카, 사쿠라이 레이카, 시라이시 마이, 타카야마 카즈미, 니시노 나나세, 하시모토 나나미, 히구치 히나, 후카가와 마이, 호시노 미나미, 마츠무라 사유리, 와카츠키 유미, 와다 마야
- 2기생: 키타노 히나코, 호리 미오나

### 고독 형제
- 1기생: 시라이시 마이, 하시모토 나나미

### 태어난 그대로
(센터:이토 마리카)
- 1기생: 이치키 레나, 이토 네네, 이토 마리카, 이노우에 사유리, 에토 미사, 카와고 히나, 사이토 아스카, 사이토 치하루, 사이토 유리, 나가시마 세이라, 나카다 카나, 나카모토 히메카, 노죠 아미, 하타나카 세이라, 호시노 미나미, 야마토 리나
- 2기생: 신우치 마이

### 당케 쇤
(센터:이쿠타 에리카)
- 1기생: 이쿠타 에리카, 이코마 리나, 사쿠라이 레이카, 니시노 나나세, 후카가와 마이, 마츠무라 사유리, 와카츠키 유미
- 2기생: 호리 미오나